# Grasholmen
Grasholmen ist eine Insel in der Nordsee vor der norwegischen Stadt Stavanger in der Provinz Rogaland. 
Sie liegt nordöstlich des Hafens Vågen im Norden der Stadt. Unmittelbar nördlich liegt die Insel Sølyst, zu der eine Brücke besteht. Über Grasholmen verläuft die 1978 fertiggestellte Stavanger bybru, die vom südlich gelegenen Stadtzentrum Stavangers nach Norden zur Insel Sølyst führt.
Grasholmen erstreckt sich von Südwesten nach Nordosten über etwa 350 Meter bei einer Breite von bis zu ungefähr 200 Metern. Die Insel ist dicht bebaut, ihre Ufer werden von großen Marinas dominiert.